# ダレン・アンダートン
ダレン・ロバート・アンダートン（Darren Robert Anderton, 1972年3月3日 - ）は、イギリス（イングランド）出身の同国代表の元サッカー選手。ポジションはミッドフィールダー。キャリアの大半をトッテナム・ホットスパーFCで過ごし、イングランド代表としては30試合に出場し、7ゴールを挙げている。

## 経歴
アンダートンは、サウサンプトン・タイロー・リーグのイッチン・セインツでサッカーを始めた。その才能は際立っており、すぐにプロのサッカークラブにスカウトされた。高い評価を受けていたが、キャリアを通して怪我に苦しみ、ポーツマスFCのゴールキーパーのアンディ・ゴスニーに「Sicknote（病院の診断書）」というニックネームを付けられた。このシックノートという愛称は、今ではイギリスのメディアなどで怪我の多い選手を指す時に広く使われており、2009年1月には『デイリー・メール』が、キーロン・ダイアー、ルイ・サハ、マイケル・オーウェン、トマーシュ・ロシツキー、オーウェン・ハーグリーヴスが有力候補であるとして名を挙げた。

### ポーツマス
アンダートンは、アラン・ボールが監督を務めている時に契約を結び、18歳の時にアンフィールドで行われたリヴァプールFCとのFAユースカップの試合で、ゴールを挙げる活躍を見せた。トップチームデビューとなったのは、1990年10月に行われたランビロウズ・カップ2回戦のカーディフ・シティFC戦であり、同じくユースの選手であるダリル・パウエルと交代で出場した。リーグデビューとなったのは1990-91シーズンのウルヴァーハンプトン・ワンダラーズFC戦であり、そのシーズンは20試合に出場した。1991-92シーズンに新しく監督に就任したジム・スミスの下でレギュラーに定着し、開幕戦のブラックバーン・ローヴァーズFC戦で初ゴールを記録した。FAカップ準決勝のリヴァプールFC戦でゴールを挙げ勝利するなど、FAカップで上位進出に貢献すると、アンダートンはすぐにビッグクラブの注目を集め、1992年に175万ポンドでトッテナム・ホットスパーFCに加入することになった。

### トッテナム・ホットスパー
徐々にチームに馴染み、アンダートンは、テディ・シェリンガム、若きニック・バーンビーと攻撃トリオを形成した。2年後の1994年に行われたデンマーク代表にテリー・ヴェナブルズはアンダートンを招集した。すぐに代表チームでもポジションを掴み、1994-95シーズンには活躍をし、1995年の夏にはマンチェスター・ユナイテッドFCへ移籍する可能性があったが、ユルゲン・クリンスマンらを放出したスパーズはそれ以上の移籍を望まず、アンダートンはクラブに残留することになったが、その決定を下したことを彼は後に後悔している。
1995-96シーズンは、怪我により多くの試合を欠場したが、ベスト4まで勝ち進んだEURO96では、ポール・ガスコイン、アラン・シアラー、スティーブ・マクマナマン、テディ・シェリンガムらとともに好プレイを披露した。準決勝のドイツ代表戦ではゴールデンゴール方式の延長戦に突入したが、アンダートンのシュートはポストに弾かれた。
怪我はアンダートンから代表でプレイする多くの機会を奪った。1997-98シーズンも多くの試合を欠場したが、グレン・ホドルは、1998 FIFAワールドカップのメンバーにアンダートンを加え、最初の2試合はデイヴィッド・ベッカムに代わり、右サイドで出場した。ホドルは後に、アンダートンはベッカムと同等の精度のクロスを送ることが出来るし、守備の技術は彼のほうが上であると思うと語った。ホドルは、アンダートンとベッカムが右サイドで一緒に出場するのを18ヵ月待ったと述べているが、3戦目のコロンビア代表戦で、デイヴィッド・バッティが外されたことで共演は実現し、二人はゴールを挙げイングランドのヒーローとなった。翌シーズン、彼はトッテナムでリーグカップのタイトルを獲得し、3月には週給24,000ポンドで新たな契約を結んだ。アキレス腱の怪我でEURO2000の出場を逃したが、回復し2000年9月に行われたフランス代表戦と11月のイタリア代表戦に出場し、再び代表でポジションを得られるように努めた。
2001-02シーズンは、グレン・ホドルが監督を務めるスパーズで好パフォーマンスを見せ、スヴェン＝ゴラン・エリクソンが監督になってから初めて代表に呼ばれ、11月のスウェーデン代表、2002年2月に行われたオランダ代表との親善試合のメンバーに選ばれた。アンダートンの最後の5キャップはすべて異なる監督の下で記録したものである。チェコ代表戦（監督：グレン・ホドル、1998年11月18日）、フランス代表戦（監督：ハワード・ウィルキンソン、1999年2月10日）、フランス代表戦（監督：ケヴィン・キーガン、2000年9月2日）、イタリア代表戦（監督：ピーター・テイラー、2000年11月15日）、スウェーデン代表戦（監督：スヴェン＝ゴラン・エリクソン、2001年11月10日）。
アンダートンはシーズン終盤を怪我で欠場し、ワールドカップのメンバーに入ることは出来なかった。夏には、リーズ・ユナイテッドAFCの監督に就任したテリー・ヴェナブルズが獲得を試みたが、アンダートンはトッテナムへの忠誠心から、これを断った。2003年の夏には、ポーツマスFCとウェストハム・ユナイテッドFCが関心を持ったが、アンダートンはどちらにも興味を示さなかった。2003-04シーズンは、ライバルのアーセナルFC戦でゴールを挙げるなど良いスタートを切ったが、ホドルが早々に監督を解任され、スパーズは混乱状態に陥った。アンダートンは2004年の夏までクラブに在籍した。アンダートンはトッテナムに残ることを望んでおり、デヴィッド・プラットからは、新たな契約を約束されていたが、後任に就いたジャック・サンティニの進言により、クラブは手を引いた。スパーズでは全公式戦で通算364試合に出場し、51ゴールを挙げた。

### バーミンガム・シティ
バーミンガム・シティFCは、2004-05シーズンを前に自由契約でアンダートンと契約を結んだ。ブルーズでのベストシーンはアンフィールドで1-0で勝利したリヴァプールFC戦でゴールを挙げたことである。

### ウルヴァーハンプトン・ワンダラーズ
アンダートンは一年でバーミンガムを去り、2005-06シーズンを前に自由契約でグレン・ホドルが監督を務めるウルヴァーハンプトン・ワンダラーズと一年間の契約を結んだ。彼は、リーグ戦24試合に出場し、1ゴールを挙げたが、シーズン終了後に契約は更新されなかった。

### ボーンマス
2006年9月8日、アンダートンは、出場数に応じて給料が支払われるという契約で、リーグ1のAFCボーンマスに加入し、デビュー戦となったスカンソープ・ユナイテッドFC戦で、40ヤードの距離から直接フリーキックを決めた。2007年2月10日に行われたレイトン・オリエントFC戦では、キャリアで初となるハットトリックを達成した。翌シーズンのプレシーズンマッチでポーツマスと対戦した後には、ポーツマスの監督であったハリー・レドナップはアンダートンを絶賛し、ボーンマス・デイリー・エコー紙に、「ふさわしいチームと選手がいれば、彼はまだプレミアリーグでプレイ出来ると思う」と、話した。
2007-08シーズンを前にアンダートンは、監督のケヴィン・ボンドからチェリーズのキャプテンに指名された。アンダートンは奮闘したが、チェリーズは低迷し、最後の7試合で6勝したが、最終戦でカーライルと1-1で引き分け、リーグ2への降格が決定した。しかし、シーズン開始前の10ポイント剥奪がなければ15位となる成績であった。
2008-09シーズンを前に、アンダートンは1年間の契約を結んだが、37歳の誕生日を迎える前の2008年12月4日に、12月7日に引退すると発表した。翌日のチェスター・シティ戦が最後の試合となった。後半から交代で出場し、88分に決勝点となるボレーシュートを決め、現役引退に花を添えた。

## 個人成績
| 所属クラブ           | シーズン         | 背番号 | 所属リーグ         | リーグ | リーグ | FAカップ | FAカップ | リーグカップ | リーグカップ | 期間通算 | 期間通算 |
| 所属クラブ           | シーズン         | 背番号 | 所属リーグ         | 出場   | 得点   | 出場     | 得点     | 出場         | 得点         | 出場     | 得点     |
| -------------------- | ---------------- | ------ | ------------------ | ------ | ------ | -------- | -------- | ------------ | ------------ | -------- | -------- |
| ポーツマス           | 1990-91          |        | ディヴィジョン2    | 20     | 0      | -        | -        | -            | -            | 20       | 0        |
| ポーツマス           | 1991-92          |        | ディヴィジョン2    | 42     | 7      | -        | -        | -            | -            | 42       | 7        |
| トッテナム           | 1992-93          |        | プレミアリーグ     | 34     | 6      | -        | -        | -            | -            | 34       | 6        |
| トッテナム           | 1993-94          |        | プレミアリーグ     | 37     | 6      | -        | -        | -            | -            | 37       | 6        |
| トッテナム           | 1994-95          |        | プレミアリーグ     | 37     | 5      | -        | -        | -            | -            | 37       | 5        |
| トッテナム           | 1995-96          |        | プレミアリーグ     | 8      | 2      | -        | -        | 1            | 0            | 9        | 2        |
| トッテナム           | 1996-97          |        | プレミアリーグ     | 16     | 3      | -        | -        | 3            | 2            | 19       | 5        |
| トッテナム           | 1997-98          |        | プレミアリーグ     | 15     | 0      | -        | -        | -            | -            | 15       | 0        |
| トッテナム           | 1998-99          |        | プレミアリーグ     | 32     | 3      | 7        | 2        | 7            | 0            | 46       | 5        |
| トッテナム           | 1999-2000        |        | プレミアリーグ     | 22     | 3      | -        | -        | -            | -            | 22       | 3        |
| トッテナム           | 2000-01          |        | プレミアリーグ     | 23     | 2      | 2        | 1        | 1            | 1            | 26       | 4        |
| トッテナム           | 2001-02          |        | プレミアリーグ     | 35     | 3      | 3        | 1        | 6            | 1            | 44       | 5        |
| トッテナム           | 2002-03          |        | プレミアリーグ     | 20     | 0      | 1        | 0        | 1            | 0            | 22       | 0        |
| トッテナム           | 2003-04          |        | プレミアリーグ     | 20     | 1      | 1        | 0        | 3            | 2            | 24       | 3        |
| バーミンガム         | 2004-05          |        | プレミアリーグ     | 20     | 3      | 2        | 0        | 2            | 0            | 24       | 3        |
| ウルヴァーハンプトン | 2005-06          |        | チャンピオンシップ | 24     | 1      | 1        | 0        | 1            | 1            | 26       | 2        |
| ボーンマス           | 2006-07          |        | リーグ1            | 28     | 6      | 2        | 0        | -            | -            | 20       | 6        |
| ボーンマス           | 2007-08          |        | リーグ1            | 20     | 3      | -        | -        | 1            | 0            | 21       | 3        |
| ボーンマス           | 2008-09          |        | リーグ2            | 18     | 3      | 2        | 0        | 1            | 0            | 21       | 3        |
| キャリア通算成績     | キャリア通算成績 |        |                    | 451    | 57     | 21       | 4        | 27           | 7            | 499      | 68       |

## 代表歴

### 出場大会
- イングランド代表
  - 1998 FIFAワールドカップ

### 試合数
- 国際Aマッチ 30試合 7得点（1994年-2001年）[14]

| イングランド代表 | 国際Aマッチ | 国際Aマッチ |
| 年               | 出場        | 得点        |
| ---------------- | ----------- | ----------- |
| 1994             | 4           | 1           |
| 1995             | 5           | 2           |
| 1996             | 7           | 2           |
| 1997             | 0           | 0           |
| 1998             | 10          | 2           |
| 1999             | 1           | 0           |
| 2000             | 2           | 0           |
| 2001             | 1           | 0           |
| 通算             | 30          | 7           |

## 獲得タイトル
トッテナム・ホットスパー
- リーグカップ：1999年